# Shizuoka Sengen-jinja
Shizuoka Sengen-jinja (静岡浅間神社) est le nom collectif d'un groupe de trois sanctuaires shinto formant une association religieuse unique, situés au mont Shizuhata dans l'arrondissement d'Aoi-ku à Shizuoka (préfecture de Shizuoka), au Japon. Ces sanctuaires sont le Kambe-jinja (神部神社), le Sengen-jinja (浅間神社) et l'Ohtoshimioya-jinja (大歳御祖神社).
Le festival majeur du sanctuaire a lieu tous les 5 avril.

## Divinités vénérées
La principale divinité shintō du Kambe-jinja est Ohnamuchi-no-Mikoto, considéré comme le fondateur mythique de la province de Suruga.
La divinité primordiale du Sengen-jinja est Ko-no-Hana, divinité tutélaire du mont Fuji.
La principale divinité du Ohtoshimioya-jinja est Ohtoshimioya-no-Mikoto, qui apparaît dans le Kojiki comme fille de Susano-o, et divinité protectrice des marchés et du commerce.

## Sanctuaires secondaires
En plus des trois sanctuaires principaux, le complexe de sanctuaire Shizuoka Sengen-jinja dispose également de quatre sanctuaires subsidiaires :
- le Hayama-jinja (麓山神社), fondé en 1878 et consacré à Ōyamatsumi-no-Mikoto et à Yamato-takeru ;
- le Yachiho-jinja (八千戈神社), fondé en 1873, est un regroupement de dix-huit petits sanctuaires et treize petites chapelles des environs ;
- le Sukunahiko-jinja (少彦名神社), anciennement Yakushi-do du Kambe-jinja, transformé en sanctuaire au cours de l'ère Meiji en raison de la séparation du bouddhisme et du shinto ;
- le Tamahoko-jinja (玉鉾神) dédié aux quatre principaux lettrés kokugaku de l'époque d'Edo.

## Biens culturels
Aujourd'hui, vingt-six ouvrages dans le complexe du sanctuaire sont protégés par le gouvernement en tant que bien culturel important, formant l'un des plus grands complexes de ce type dans le pays.
Le sanctuaire abrite un petit musée qui expose des objets trouvés sur le site archéologique du kofun Shizuhatayama, des objets se rapportant à Tokugawa Ieyasu et à l'histoire du sanctuaire, ainsi que des biens culturels importants qui ne sont pas des bâtiments du sanctuaire PIC[Quoi ?], dont un tachi (sabre japonais) de l'époque Muromachi et dix-sept diagrammes du sanctuaire avant la reconstruction de la fin de l'époque d'Edo.

## Référence
- (en) Cet article est partiellement ou en totalité issu de l’article de Wikipédia en anglais intitulé « Shizuoka Sengen Shrine » (voir la liste des auteurs).

### Sources
- Nihon 100 no Jinja, Tokyo, Nihon Kotsu Kosha, 1985.
- Herbe Plutschow, Matsuri: The Festivals of Japan, RoutledgeCurzon, 1996  (ISBN 1-873410-63-8).